# Club de fútbol Masar (femenino)
El Football Club Masar (femenino) ( árabe : نادي مسار لكرة القدم (سيدات) ) es un club de fútbol femenino egipcio con sede en El Cairo. El club se estableció en 2019 con el nombre de Tutankhamun FC, antes de cambiar su nombre a su actual nombre en 2024. El club juega actualmente en la Premier League femenina egipcia.

## Historia
El Tutankhamun FC fue fundado en 2019 por el jugador egipcio Taher Mohamed del Al Ahly. En 2021, el club fue adquirido por Right to Dream Egypt, propiedad del empresario Sir Mohamed Mansour.  El 25 de septiembre de 2024, el club cambió su nombre a FC Masar.
El club se clasificó para la Liga de Campeones Femenina de la CAF 2024 por primera vez en su historia el 15 de octubre de 2024, a pesar de terminar segundo en los Clasificatorios de la UNAF de la Liga de Campeones Femenina de la CAF 2024. Esto fue posible después de que los ganadores de las eliminatorias, AS FAR de Marruecos, también ganaran el Campeonato Femenino de Marruecos y se clasificaran automáticamente como anfitriones, luego del anuncio de la CAF de que Marruecos albergaría la final.

## Participaciones
Campeonato de Egipto (1) :
- Campeón en 2023-2024.

Copa de Egipto (2) :
- Ganador en 2022-2023 y 2023-2024.